# Cheyenne Union Pacific Railroad Depot
Das Cheyenne Union Pacific Railroad Depot ist das ehemalige Bahnhofsgebäude der Union Pacific Railroad in Cheyenne, Wyoming. Das Gebäude wird heute als Eisenbahnmuseum genutzt.

## Gebäude
Das Bahnhofsgebäude wurde zwischen 1886 und 1887 gebaut. Das Depot wurde aus Sandsteinblöcken gebaut, die aus Fort Collins, Colorado stammen. Das Depot befindet sich direkt an der Straße gegenüber dem Wyoming State Capitol und signalisiert dessen historische Bedeutung in der Stadt und im Bundesstaat. 1922 wurden umfangreiche Sanierungs- und Erweiterungsarbeiten durchgeführt. Von 2001 bis 2006 erfolgten umfangreiche Renovierungsarbeiten in Höhe von 6,5 Millionen US-Dollar durch die Stadt Cheyenne. Dabei wurde auch der Platz vor dem Bahnhof saniert.
Das Bauwerk ist seit Januar 1973 als Gebäude im National Register of Historic Places (NRHP) eingetragen. Seit Februar 2006 hat das Cheyenne Union Pacific Railroad Depot den Status eines National Historic Landmarks. Das in unmittelbarer Nähe gelegene Union Pacific Roundhouse, Turntable and Machine Shop ist seit Juli 1992 als Historic District im NRHP aufgeführt.

## Bahnbetriebswerk und Museum
Neben dem Personenbahnhof wurde ein riesiges Bahnbetriebswerk mit Drehscheibe, einem 48 Stände umfassendem Ringlokschuppen und einem großen Ausbesserungswerk errichtet. Alle Dampflokbaureihen der Union Pacific dürften regelmäßig in Cheyenne gewesen sein. Die meisten Dampflok - Typen waren hier auch in den 50er Jahren noch tagtäglich anzutreffen. Alle 25 Big Boys und vermutlich auch alle 105 Challenger waren im Bahnbetriebswerk von Cheyenne stationiert. Nach dem Ende der Dampflokzeit im Jahr 1959 und den außerplanmäßigen Dieselersatz - Einsätzen bis Sommer 1961 wurden im Lokschuppen noch bis 1962 einige Big Boys und Challenger als betriebsfähige Reserveloks aufbewahrt. In den 60er Jahren dienten Lokschuppen und Werkstatt beide für die Unterhaltung von Diesellokomotiven und der Museumslok 844, die als einzige Dampflok auch nach der Dampflokzeit nie ausgemustert wurde und in den 60er Jahren ab und zu Sonderfahrten machte. Als 1971 dann der Personenverkehr der Union Pacific eingestellt und Cheyenne zur Personalwechselstation umfunktioniert wurde, konnte ein Großteil des Lokschuppens und des Ausbesserungswerks abgerissen werden. In den 70er Jahren verkehrten hier noch Amtrak - Personenzüge. Heute halten nur noch Güterzüge vor dem Bahnhofsgebäude, bei denen in Cheyenne die Lokpersonale getauscht werden. Vom 48 ständigen Lokschuppen blieben nur sieben Stände erhalten, die heute als Unterstand für die in Cheyenne stationierten, nicht betriebsfähigen Museumsloks dienen. Darunter auch die Dampfloks 5511, 838 und der nicht mehr betriebsfähige Challenger 3985. Der Rest des Ausbesserungswerks dient der Unterhaltung der wenigen dort stationierten Dieselloks und der Dampfloks. Bis Anfang der 80er Jahre stand nur die 844 in Cheyenne für Dampflok - Sonderzüge zur Verfügung, die bis auf einen Ausfall von 2001 bis 2004 durchgehend betriebsfähig war. Von 1979 bis 1981 wurde dann der Challenger 3985 aufgearbeitet und stand bis Oktober 2010 für Dampflokveranstaltungen zur Verfügung, ehe er Ende 2010 wegen eines Triebswerksschadens abgestellt werden musste. 2013 kehrte Big Boy 4014 nach Cheyenne zurück und wurde bis 2019 wieder betriebsfähig aufgearbeitet. Zu jeder Zeit fanden Sonderfahrten aber nur wenige Male im Jahr statt.

## Veranstaltungen
Das Cheyenne Depot Museum veranstaltet im Juli eine jährliche Dampfzugexkursion. Auf dem Platz vor dem Museum finden das ganze Jahr über verschiedene Musikveranstaltungen statt.